# Peraxilla tetrapetala
Peraxilla tetrapetala, ou visco vermelho, é uma planta parasita da família Loranthaceae, endémica da Nova Zelândia e encontrada nas ilhas Norte e Sul. Os nomes maori da planta são pikirangi, pirirangi e roeroe.
A lagarta da borboleta endémica Zelleria maculata alimenta-se dos botões florais internos de P. tetrapetala.